# ベログエト
ベログエト（Berrogüetto）は、スペイン・ガリシア州のコンテンポラリー・トラッド・バンド。現代ガリシアでは最も成功したバンドとされる。活動期間は1996年から2014年。メンバーのアンショ・ピントスやサンティアゴ・クリベイロ、イサーク・パラシンは、グループ結成以前からカルロス・ヌニェスやパンチョ・アルバレスらと共にマット・コングリオのメンバーとして活動。カルロスがソロの道を歩み始めるのを機に、この残りのメンバーが中心となって、ベログエトが結成された。デビュー作のNaviculariaは、伝統的なメロディーを出発点としながらも、その革新的なスタイルにより、フォーク音楽の世界において大きな革命を起こしたとされる。2002年には、ラテン・グラミー賞最優秀フォークアルバム部門にノミネートされた。2014年に解散。

## メンバー
- アンショ・ピントス (ガイタ、サンフォーナ、リコーダー、ソプラノサックス、ピアノ)
- シャビエル・ディアス (ボーカル)
- ギジェルメ・フェルナンデス (ギター、ベース)
- キコ・コメサーニャ (ブズーキ、マンドリン、ケルティック・ハープ、シトラ、バンジョー)
- キム・ファリーニャ (フィドル、ニッケルハルパ)
- サンティアゴ・クリベイロ (アコーディオン、キーボード)
- イサーク・パラシン (ドラム、パーカッション)

2008年1月、前ボーカリストのグアディ・ガレゴの脱退が発表され、シャビエル・ディアスが加入した。

## ディスコグラフィー
- Navicularia (1996)
- Viaxe por Urticaria (1999)
- Hepta (2001)
- 10.0 (2006)
- Kosmogonías (2010)

## 書籍
- Berrogüetto. O pulso da Terra, de Fernando Neira, 2011, Galaxia.